# Schenkon
Schenkon é uma comuna da Suíça, no Cantão Lucerna, com cerca de 2.441 habitantes. Estende-se por uma área de 7,67 km², de densidade populacional de 318 hab/km². Confina com as seguintes comunas: Eich, Geuensee, Gunzwil, Oberkirch, Sursee.
A língua oficial nesta comuna é o Alemão.